# Harald al II-lea al Norvegiei
Harald Greycloak (n. 935 d.Hr., Norvegia – d. 970 d.Hr., Hals⁠(d), Regiunea Nordjylland, Danemarca) a fost rege la Norvegiei și fiul lui Eric Secure-Însângerată, nepotul lui Harald Fairhair. Mama sa a fost Gunnhild Gormsdatter, sora regelui Harald Dinte Albastru.
După moartea tatălui său în 954, Harald și frații săi s-au aliat cu bunicul lor, Harald Gormson, împotriva regelui Haakon I al Norvegiei. Ei au dus mai multe lupte împotriva regelui Haakon, înclusiv Bătălia de la Rastarkalv în apropiere de insula de Frei în 955 și Bătălia de la Fitjar în 961.
După moartea regelui Haakon, Harald și frații săi au devenit regi ai Norvegiei, însă au avut puțină autoritate în afară de vestul țării. Harad, fiind cel mai mare dintre frați, a fost mai puternic. În 961, unchiul lor, regele Harald Dinte Albastru al Danemarcei a călătorit în Norvegia și l-a declarat pe Harald Greycloak să fie vasal în Norvegia.
Pentru a-si consolida domnia, Harald a ucis conducătorii locali, inclusiv pe Sigurd Haakonsson, Tryggve Olafsson și Gudrød Bjornsson, preluând astfel puterea asupra țării până la Hålogaland. Și-a stabilit apoi contolul asupra rutei comerciale de-a lungul coastei Norvegiei și a efectuat o expediție vikingă la Bjarmaland, astăzi în zona Arhanghelsk din nordul Rusiei. Harald a devenit curând mai puțin dependent de sprijinul regelui Danemacei.
În 970, el a fost păcălit să vină în Danemarca și a fost ucis la Hals în Limfjord, într-un complot planificat de fiul lui Sigurd Haakonsson, Haakon Sigurdsson, care a devenit aliatul regelui Danemarcei. Haakon Sigurdsson a devenit Conte de Lade după ce tatăl său a fost ucis de oamenii lui Harald Greycloak în 961. Cei doi frați care au supraviețuit au fugit din țară după moartea fratelui lor. Odată cu moartea lui Harald Greycloak, regele Danemarcei a câștigat din nou putere asupra Norvegiei și l-a sprijinit pe Haakon Sigurdsson ca rege vasal.